# Conacul urban de pe str. 31 August 1989, 153 (Chișinău)
Conacul urban de pe str. 31 August 1989, 153 este o clădire amplasată pe str. 31 August 1989, 153 în Chișinău, Republica Moldova. Este un monument arhitectural de importanță națională inclus în Registrul monumentelor Republicii Moldova ocrotite de stat cu nr. 269 (municipiul Chișinău). Datează din jum. II a sec. XIX.